# Pantera RX6
Der Pantera RX6 ist ein TCR-Fahrzeug, das von MJP Racing für die neue, als Titan bekannte Klasse von Rallycross-Rennen konzipiert wurde. Die Produktion des RX6 begann 2018. Er ist nach dem RX2-Fahrzeug von Olsbergs MSE für die RX2-Klasse das zweite Rallycross-Fahrzeug, das speziell für eine neue Klasse entwickelt wurde.
Das Auto wurde entwickelt, um die steigenden Kosten für die Wartung eines Supersportwagens im Rallyecross zu bekämpfen, indem es ein erschwingliches, einfach zu wartendes und renntaugliches Auto liefert. Das Fahrzeug wurde auch entwickelt, um es weiblichen und behinderten Fahrern zu erleichtern, mit verschiedenen Anpassungsmöglichkeiten zu fahren.

## Motor und Antrieb
Derzeit verwendet der Pantera RX6 einen 2,3-Liter-EcoBoost-Motor aus der sechsten Generation des Ford Mustang, der vom Rennspezialisten Pipo Moteurs mit einem maßgeschneiderten Antriebsstrang von Unic Transmissions auf das Rallycross abgestimmt wurde. Da der Pantera RX6 für den Einsatz in einer Marken-Rennklasse konzipiert ist, gibt es derzeit nur einen Motortyp ohne Varianten.
| Mustang EcoBoost | 4-Zylinder | 2.345 cm³ | 537 PS (395 kW; 530 hp) bei 6800/min | 750 Nm bi 5000/min |  | 2018 |

## Bodykits
Folgende Bodykits sind mit dem Pantera RX6 kompatibel:
| Hersteller    | Modell                 |
| ------------- | ---------------------- |
| Audi          | Audi A1 (8X)           |
| Ford          | Ford Focus RS          |
| Hyundai       | Hyundai i30 (PD)       |
| Mercedes-Benz | Mercedes-Benz A-Klasse |
| Peugeot       | Peugeot 308 (T9)       |

## Wartung
Bei der Kick-Off-Veranstaltung 2018 in Wien betonte der Erfinder des Fahrzeugs, Max Pucher, die Wartungsfreundlichkeit des Fahrzeugs und erklärte, dass jedes Auto je nach Nutzung „zwei bis drei Saisonen“ fahren könne, bevor es nach etwa 3000 Kilometern „komplett umgebaut“ werden müsse. Da das Fahrzeug speziell für eine einfache Wartung entwickelt wurde, wurden dem Fahrzeug bestimmte Einschränkungen hinzugefügt, wie z. B. die Verriegelung der ECU, um eine Änderung der Motorzuordnung des Fahrzeugs zu verhindern.
In einem späteren Interview fuhr Pucher fort, dass diese Einschränkungen und Einstellungen (einschließlich einer Sicherheitsmarge von 20 % bei den Drehmomentbegrenzungen) es einem Rennteam ermöglichen werden, „ein Auto pro Rennwochenende mit einem Chef- und einem Junior-Mechaniker ohne Renn-, Motor- oder Elektronikingenieure zu warten“, da technischer Support bei allen GRC-Europe-Rallycross-Rennen verfügbar ist und von der Rennserie als Service angeboten wird.
Als Teil des Supportservices von GRC Europe sind Ersatzteile von allen MJP-Racing-Service-Lkw, mit Ausnahme von Karosseriebausätzen, erhältlich, wobei bei jeder Rennveranstaltung auch Räder, Reifen und Kraftstoff geliefert werden, die zu Beginn der GRC-Rallycross-Saison durch eine Anfangsgebühr abgedeckt sind.